# محطة القنيطرة
محطة القنيطرة هي محطة قطار في مدينة القنيطرة بـالمغرب وهي تربط مدينة القنيطرة ببعض المدن الأخرى بفضل قطارات الخطوط الكبرى والقطار المكوكي السريع.

## تواصل

### جهات رئيسية ومدد التنقل
- الرباط: 30 دقيقة
- سيدي قاسم: 54 دقيقة
- الدار البيضاء: 1س40
- فاس: 2س18
- طنجة: 3س05
- مراكش: 4س55
- وجدة: 7س50

### التنقل على الخطوط الكبرى (ترددات لكل جهة)
- فاس (15 قطارا في اليوم)
- سيدي قاسم (12 قطارا في اليوم)
- مراكش (9 قطارات في اليوم)
- طنجة (8 قطارات في اليوم)
- وجدة (3 قطارات في اليوم)

### التنقل على القطار المكوكي السريع
51 انطلاقا في اليوم من كل جهة:
- سلا
- الرباط
- بوزنيقة
- المحمدية
- محطة الدار البيضاء الميناء